# Sir John Guise Stadium
Das Sir John Guise Stadium ist ein Fußballstadion in Port Moresby, der Hauptstadt von Papua-Neuguinea. Meist finden dort Fußballspiele statt. Früher wurden dort auch Pferderennen ausgetragen. 5.000 Zuschauer finden im Stadion Platz. Die Anlage wurde für die Südpazifikspiele 1991 errichtet und von der chinesischen Regierung finanziert.
Die Spielstätte wurde nach John Guise (1914–1991), dem ersten Generalgouverneur Papua-Neuguineas, benannt.
Das Stadion war Austragungsort der Fußball-Ozeanienmeisterschaft 2016 in Papua-Neuguinea sowie der U-20-Fußball-Weltmeisterschaft der Frauen 2016.